# ミルコ・ゴーリ
ミルコ・ゴーリ（Mirko Gori  ,  1993年2月4日 - ）は、イタリア・ラツィオ州フロジノーネ県フロジノーネ出身のプロサッカー選手。セリエCのUSトリエスティーナ・カルチョ1918に所属している。ポジションはMF。

## 来歴
2008年に地元のフロジノーネ・カルチョのユースチームに入団。2010年から2年間パルマFCで過ごし、2011-12シーズン途中にトップチームに昇格。セリエCだった同シーズンから、チームは徐々に躍進し、2013-14シーズンは2位に入り、セリエBに昇格。更に2014-15シーズンは2部リーグでも2位で終え、一気にセリエAへと駆け上がった。
念願のトップリーグとなった2015-16シーズンだったが、チームは下位に低迷。2016年5月2日のACミラン戦で、PKを失敗したマリオ・バロテッリを煽り立てるシーンが話題になったが、結局は18位で終了し、1年でセリエBに降格。更にシーズン最終戦となった5月14日のSSCナポリ戦では、試合開始早々に退場処分を下されるなど、散々な形で自身初のセリエAを終了。  
2016-17、2017-18シーズンはセリエBで2シーズン連続で30試合以上に出場。2017-18シーズンは3位で終え、昇格プレーオフに勝ち抜き、セリエA復帰に貢献した。
2022年1月27日、USアレッサンドリア・カルチョ1912に期限付き移籍。
2022年8月9日、USトリエスティーナ・カルチョ1918に3年契約で移籍。